# Concilio de Constantinopla II
El Segundo Concilio de Constantinopla se celebró en ocho sesiones entre el 5 de mayo y el 2 de junio de 553, y es considerado el V Concilio Ecuménico por las Iglesias católica, ortodoxa, el luteranismo y la Comunión anglicana. Es rechazado por las Iglesias ortodoxas orientales, la Iglesia asiria del Oriente y algunas de las Iglesias protestantes.

## Motivación del concilio
Aunque la celebración en 451 del Concilio de Calcedonia supuso la condena del monofisismo, esta doctrina seguía muy extendida por amplias zonas de Oriente, sobre todo en Egipto.
Para el emperador Justiniano I, el posible cisma que en el seno de la Iglesia amenazaba con provocar el monofisismo, podía desembocar en la posterior independencia política de un territorio que, como en épocas anteriores, era considerado el "granero del Imperio".
Justiniano trató por tanto atraerse a los monofisitas mediante la publicación, en 543, de un edicto conocido como "Los Tres Capítulos" por el que se condenaban los escritos de tres obispos nestorianos, Teodoro de Mopsuestia, Teodoreto de Ciro e Ibas de Edesa que habían logrado en el citado Concilio de Calcedonia la no condenación del nestorianismo.
El papa Vigilio rechazó esta condena; por lo que el emperador le reclamó para que acudiera a Constantinopla con el objeto de lograr una solución, logrando que el 11 de abril de 548 firmara el Indicatum, un manifiesto en el que aprobaba la condena recogida en "Los Tres Capítulos".
Esta aprobación papal produjo un fuerte rechazo en occidente que llevó a Vigilio a acordar con Justiniano la celebración de un concilio ecuménico, y que hasta el mismo no se tomaran medidas unilaterales.
Justiniano rompió el acuerdo mediante la publicación, en 551, del decreto Homologia tes pisteos en el que se reafirmaba en la condena de los Tres Capítulos. Vigilio manifestó su protesta retirándose a la Iglesia de Santa Eufemia, la sede donde se había celebrado el concilio de Calcedonia, y amenazando con la excomunión a quienes apoyasen la condena de los Tres Capítulos.
Justiniano, comprendiendo que si mantenía su postura provocaría una ruptura en la unidad de la Iglesia, cedió convocando el concilio que habría de celebrarse en Constantinopla. La sede fijada no fue del agrado de Vigilio, ya que supondría una mayoría de asistentes de origen oriental con lo que su postura quedaría en minoría, por lo que se negó a ostentar la presidencia del mismo.[cita requerida]
Será el recién elegido patriarca de Constantinopla, Eutiquio quien presidirá el concilio, cuando fue inaugurado el 5 de mayo de 553, con la asistencia de 168 obispos de los que sólo 11 pertenecían a diócesis occidentales y con la presencia del propio emperador.

## Decisiones conciliares
El decreto conciliar se articula en dos partes muy diferentes. La primera, cuyo género literario es bastante complejo, contiene la sentencia de los Tres capítulos, mezclada con una breve crónica de los hechos y una profesión de fe. La segunda ofrece catorce anatemas, donde los diez primeros son de un contenido teológico y los cuatro restantes de condena de las personas y los escritos de Teodoro de Mopsuestia, Teodoreto de Ciro e Ibas de Edesa.
El objetivo del concilio consistía en la corrección y la condena de los secuaces de Nestorio. Después ofrece una síntesis de los acuerdos con el papa Vigilio.

## El concilio
El concilio procedió, como era de esperar, a la condena del nestorianismo mediante la ratificación de la condena de los tres capítulos al promulgar catorce cánones muy similares a los trece que formaban la Homologia publicada en 551 por Justiniano.
Esta condena fue refrendada por todos los obispos asistentes a pesar de que Vigilio había enviado al emperador el documento conocido como Primer Constitutum que, firmado por él mismo y dieciséis obispos, condenaba sesenta proposiciones de Teodoro de Mopsuesta, pero donde no condenaba las de Teodoro de Ciro y las de Ibas de Edesa.
Justiniano reaccionó ordenando el destierro del Papa si este no aceptaba íntegramente las decisiones del concilio, por lo que Vigilio tuvo que presentarse personalmente en el concilio y retractarse emitiendo la Segundo Constitutum.
También se condenaron algunas de las tesis expuestas por Orígenes que, impregnadas de platonismo, se alejaban de la doctrina oficial.

## Anatemas
1. Anatema 1. Si alguno no confiesa que la naturaleza divina o sustancia es consustancial en tres personas, Padre, Hijo y Espíritu Santo; ese tal sea anatema.
2. Anatema 2. Si alguno no confiesa que hay dos nacimientos de Dios Verbo, uno del Padre, antes de los siglos, sin tiempo e incorporalmente; otro en los últimos días, cuando Él mismo bajó de los cielos, y se encarnó de la santa gloriosa madre de Dios y siempre Virgen María, y nació de ella; ese tal sea anatema.
3. Anatema 3. Si alguno dice que uno es el Verbo de Dios que hizo milagros y otro el Cristo que padeció, o dice que Dios Verbo está con el Cristo que nació de mujer o que está en Él como uno en otro; y no que es uno solo y el mismo Señor nuestro Jesucristo, el Verbo de Dios que se encarnó y se hizo hombre, y que de uno mismo son tanto los milagros como los sufrimientos a que voluntariamente se sometió en la carne; ese tal sea anatema.
4. Anatema 4. Si alguno no confiesa que la carne estaba unida sustancialmente a Dios y el Verbo era animado por un alma racional e intelectual; ese tal sea anatema.
5. Anatema 5. Si alguien dice que hay dos sustancias o dos personas en nuestro Señor Jesucristo, y él debe amar a una, como han escrito locamente Teodoro y Nestorio; ese tal sea anatema.
6. Anatema 6. Si alguno llama a la santa gloriosa siempre Virgen María madre de Dios, en sentido figurado y no en sentido propio, o por relación, como si hubiera nacido un puro hombre y no se hubiera encarnado de ella el Dios Verbo, sino que se refiriera según ellos el nacimiento del hombre a Dios Verbo por habitar con el hombre nacido; y calumnia al santo Concilio de Calcedonia, como si en este impío sentido, inventado por Teodoro, hubiera llamado a la Virgen María madre de Dios; o la llama madre de un hombre o madre de Cristo, como si Cristo no fuera Dios, pero no la confiesa propiamente y según verdad madre de Dios, porque Dios Verbo nacido del Padre antes de los siglos se encarnó de ella en los últimos días, y así la confesó piadosamente madre de Dios el santo Concilio de Calcedonia; ese tal sea anatema.
7. Anatema 7. Si alguien no quiere reconocer que las dos naturalezas se unieron en Jesucristo, sin reducción, sin confusión, pero que estas dos naturalezas se escucharon dos personas; ese tal sea anatema.
8. Anatema 8. Si alguno no confiesa que las dos naturalezas en Cristo se unieron en una sola persona; ese tal sea anatema.
9. Anatema 9. Si alguien dice que debemos adorar a Jesucristo en dos naturalezas, lo que introduciría dos cultos que uno por separado para hacer a Dios Verbo y por separado también para el hombre; y que no adora con una sola adoración el Verbo de Dios encarnado en su propia carne, como la Iglesia ha aprendido desde el principio por tradición; ese tal sea anatema.
10. Anatema 10. Si alguien niega que Nuestro Señor Jesucristo, que fue crucificado en la carne, es verdadero Dios, Señor de la gloria, uno de la Trinidad; ese tal sea anatema.
11. Anatema 11. Si alguno no anatematiza Arrio, Eunomio, Macedonio, Apolinar, Nestorio, Eutiques, Orígenes, con todos sus escritos impíos; ese tal sea anatema.
12. Anatema 12. Si alguien defiende al impío Teodoro de Mopsuestia; ese tal sea anatema.
13. Anatema 13. Si alguien defiende los escritos del impío Teodoreto; ese tal sea anatema.
14. Anatema 14. Si alguien defiende la carta que se dice que ha sido escrito por Ibas a Maris; ese tal sea anatema.